# Puchar Australii i Nowej Zelandii w narciarstwie alpejskim kobiet 2015
Puchar Australii i Nowej Zelandii w narciarstwie alpejskim kobiet w sezonie 2015 jest kolejną edycją tego cyklu. Pierwsze zawody odbyły się 22 sierpnia 2015 roku w australijskim Perisher, a ostatnie zostały rozegrane 1 września 2015 roku w nowozelandzkim Coronet Peak.
Zwycięstwo zdobyte w Klasyfikacji Generalnej w ubiegłym sezonie nie obroniła Australijka Greta Small. W tym sezonie najlepsza we wszystkich 2 konkurencjach i Klasyfikacji Generalnej okazała się Nowozelandka Piera Hudson.

## Podium zawodów

### Indywidualnie
| Lp. | Data             | Miejscowość  | Dyscyplina | 1. Miejsce          | 2. Miejsce              | 3. Miejsce                               |
| --- | ---------------- | ------------ | ---------- | ------------------- | ----------------------- | ---------------------------------------- |
| 1.  | 22 sierpnia 2015 | Perisher     | Slalom     | Piera Hudson        | Jessica Haslau          | Eliza Grigg                              |
| 2.  | 23 sierpnia 2015 | Perisher     | Slalom     | Madison Lord        | Piera Hudson            | Jessica Haslau                           |
| 3.  | 24 sierpnia 2015 | Perisher     | Gigant     | Piera Hudson        | Eliza Grigg             | Honor Clissold                           |
| 4.  | 25 sierpnia 2015 | Perisher     | Gigant     | Eliza Grigg         | Piera Hudson            | Madison Lord                             |
| 5.  | 29 sierpnia 2015 | Coronet Peak | Slalom     | Katharina Truppe    | Ricarda Haaser          | Elisabeth Kappaurer                      |
| 6.  | 30 sierpnia 2015 | Coronet Peak | Gigant     | Chiara Mair         | Lotte Smiseth Sejersted | Kristine Fausa Aasberg Stephanie Brunner |
| 7.  | 31 sierpnia 2015 | Coronet Peak | Gigant     | Mina Fürst Holtmann | Stephanie Brunner       | Lotte Smiseth Sejersted                  |
| 8.  | 1 września 2015  | Coronet Peak | Slalom     | Mina Fürst Holtmann | Ricarda Haaser          | Stephanie Resch                          |

## Klasyfikacja generalna (po 8 z 8 konkurencji)
| Lp. | Zawodniczka              | Punkty |
| --- | ------------------------ | ------ |
| 1.  | Piera Hudson             | 442    |
| 2.  | Eliza Grigg              | 316    |
| 3.  | Mina Fürst Holtmann      | 272    |
| 4.  | Jessica Haslau           | 248    |
| 5.  | Madison Lord             | 200    |
| 6.  | Stephanie Brunner        | 172    |
| 7.  | Ricarda Haaser           | 160    |
| 8.  | Stephanie Resch          | 145    |
| 9.  | Lotte Smiseth Sejersted  | 140    |
| 10. | Honor Clissold           | 139    |
| 11. | Abbie MacEy              | 135    |
| 12. | Rachel Nawrocki          | 125    |
| 13. | Sabina Majerczyk         | 114    |
| 14. | Maren Skjoeld            | 112    |
| 15. | Chiara Mair              | 100    |
| 15. | Katharina Truppe         | 100    |
| 17. | Carole Bissig            | 96     |
| 18. | Kathryn Parker           | 95     |
| 19. | Kristine Gjelsten Haugen | 90     |
| 20. | Sophie Wood              | 84     |
| 21. | Elisabeth Kappaurer      | 82     |
| 21. | Carmen Thalmann          | 82     |
| 23. | Zali Offord              | 80     |
| 24. | Jordan Watts             | 79     |
| 25. | Kristin Anna Lysdahl     | 77     |
| 26. | Cirkeline Munck Bigom    | 72     |
| 27. | Zanna Farrell            | 69     |
| 27. | Chloe Margrethe Fausa    | 69     |
| 27. | Katharina Huber          | 69     |
| 27. | Lily Tomkinson           | 69     |

### Slalom (po 4 z 4 konkurencji)
| Miejsce | Zawodniczka              | Punkty |
| ------- | ------------------------ | ------ |
| 1.      | Piera Hudson             | 220    |
| 2.      | Ricarda Haaser           | 160    |
| 3.      | Jessica Haslau           | 140    |
| 4.      | Mina Fürst Holtmann      | 136    |
| 5.      | Eliza Grigg              | 110    |
| 6.      | Madison Lord             | 100    |
| 6.      | Abbie MacEy              | 100    |
| 6.      | Katharina Truppe         | 100    |
| 9.      | Maren Skjoeld            | 76     |
| 10.     | Kristine Gjelsten Haugen | 74     |
| ...     |                          |        |
| 18.     | Sabina Majerczyk         | 49     |

### Gigant (po 4 z 4 konkurencji)
| Miejsce | Zawodniczka             | Punkty |
| ------- | ----------------------- | ------ |
| 1.      | Piera Hudson            | 222    |
| 2.      | Eliza Grigg             | 206    |
| 3.      | Stephanie Brunner       | 140    |
| 3.      | Lotte Smiseth Sejersted | 140    |
| 5.      | Mina Fürst Holtmann     | 136    |
| 6.      | Honor Clissold          | 110    |
| 7.      | Jessica Haslau          | 108    |
| 8.      | Madison Lord            | 100    |
| 8.      | Chiara Mair             | 100    |
| 10.     | Stephanie Resch         | 85     |
| ...     |                         |        |
| 15.     | Sabina Majerczyk        | 65     |